# Теракты в Беларуси
Террористические акты, совершённые на территории современной Беларуси  в хронологическом порядке. Список неполный.

## Профилактика терроризма
Согласно рейтингу Global Terrorist Index в 2023 году индекс Белоруссии составляет 0, что означает отсутствие воздействия терроризма в стране.
В 2023 году в республике было предотвращено четыре теракта, в 2021 — 11.

## Список
| Дата             | Место                       | Погибли | Пострадали | Описание |
| ---------------- | --------------------------- | ------- | ---------- | --- |
| 19 июня 1996     | Минск                       | 1       | 0          | Криминальный авторитет Валерий Шелаев погиб при взрыве автомобиля. |
| 11 июля 1996     | Минск                       | 1       | 0          | Мужчина захватил в заложники 15 детей, воспитателя и логопеда в детском саду. Застрелен спецназом. |
| 28 апреля 1997   | Минская область             | 0       | 0          | Взрыв на газокомпрессорной станции Крупки. |
| 30 апреля 1997   | Минская область             | 0       | 0          | Взрыв на газопроводе Торжок—Минск—Ивацевичи. |
| 10 сентября 1997 | Минск, Заславль             | 0       | 0          | Взрывы возле зданий судов. |
| 1 октября 1991   | Могилёв                     | 1       | 0          | В подъезде своего дома в результате взрыва бомбы погиб председатель государственного контроля по Могилевской области Евгений Миколуцкий. |
| 30 мая 2001      | Минск                       | 0       | 0          | Неизвестные бросили гранату РГД-5 на территорию Посольства России в Минске. |
| 14 сентября 2005 | Витебск                     | 0       | 2          | Первый взрыв в Витебске. Произошёл в 18:45 возле автобусной остановки «Площадь Свободы» в сквере на проспекте Фрунзе. |
| 22 сентября 2005 | Витебск                     | 0       | 50         | Второй взрыв в Витебске. Произошёл в 22:17 неподалёку от первого места взрыва, возле популярного молодёжного кафе «Эридан». |
| 4 июля 2008      | Минск                       | 0       | 52         | Взрыв в Минске на праздновании Дня Независимости. В результате взрыва получили ранения 54 человека, присутствовавших на концерте. Происшествие было отнесено к категории «злостное хулиганство». |
| 30 августа 2010  | Минск                       | 0       | 0          | Неизвестные бросили две бутылки с зажигательной смесью на территорию Посольства России в Минске: в результате сгорел служебный автомобиль.. |
| 11 апреля 2011   | Минск                       | 15      | 203        | Теракт в Минском метрополитене. 15 человек погибло, 203 пострадали. 12 апреля были найдены и схвачены уроженцы Витебска 25-летние Дмитрий Коновалов и Владислав Ковалёв. Помимо взрыва в метро оба арестованных были признаны виновными во взрывах в Минске в 2008 и в Витебске в 2005. 30 ноября оба были приговорены к смертной казни и в марте 2012 года расстреляны. |
| 19 апреля 2012   | Гомель                      | 0       | 1          | Взрыв в одном из магазинов в центре Гомеля. Серьёзно никто не пострадал, незначительные травмы получил мужчина. |
| 25 апреля 2012   | Кобрин                      | 2       | 0          | Взрыв гранаты в Кобрине. Погибли два человека — мужчина и его сын. |
| 24 мая 2012      | Жлобин                      | 0       | 0          | Террорист в Жлобине пытался взорвать отделение милиции с помощью подрыва бомбы. 8 ноября 2012 суд признал его психически нездоровым и направил на принудительное лечение. |
| 4 ноября 2012    | Белорусско-польская граница | 0       | 0          | Сработало взрывное устройство на одном из участков белорусско-польской границы. Нарушителей границы удалось задержать в Польше. |
| 6 ноября 2012    | Минск                       | 0       | 0          | Двое забросали бутылками с «коктейлем Молотова» литовское посольство в Минске. |
| 11 ноября 2012   | Витебск                     | 0       | 0          | В 18:48 по местному времени произошёл взрыв у здания КГБ в Витебске. Задержаны три человека. |
| 1 февраля 2015   | Бобруйск                    | 1       | 0          | Около 21:00 возле магазина «Корзинка» в Бобруйске на улице Батова произошёл взрыв неустановленного устройства, в результате чего погиб 59-летний мужчина. Других погибших и пострадавших нет. Согласно версии СК РБ мужчина покончил с собой с помощью самодельного взрывного устройства.                                                                                |
| 8 октября 2016   | Минск                       | 1       | 2          | Житель Минска с топором и бензопилой напал на посетителей торгового центра «Европа». |